# Odontoloma pauxillum
Odontoloma pauxillum là một loài bọ cánh cứng trong họ Bọ hung (Scarabaeidae).